# Історія освоєння мінеральних ресурсів Італії

Історія освоєння мінеральних ресурсів Італії

## Період етрусків
Використання мінеральних ресурсів на території Італії починається в кам'яній добі, про що свідчать каменоломні й копальні Монте-Табуто на Сицилії. У бронзову добу (кінець IV- початок I тис. до н.е) розробляли родовища мідних руд в Монтано (Сардинія) та поклади олова. Етруски, які жили в Центральній Італії у I тис. до н.е, добували руди заліза, міді, цинку, срібла (зокрема на Сардинії), а також золота з наносів на річці По. У V ст. до н.е Етрурія була провідним виробником металу в античному світі. Етруски започаткували також видобуток славнозвісних італійських мармурів.

## Римський період
У III ст. до н.е стрімкий розвиток містобудування зумовив інтенсивне освоєння нерудних корисних копалин. Збереглися великі каменоломні поблизу Сиракуз (Сицилія). Мармур видобували на півночі країни (біля міста Каррара). Білий алебастр отримували з гіпсу поблизу Пізи і Вольтерри, на Сицилії видобували нафту та асфальт. нафту використовували для освітлення, асфальтом смолили кораблі. В Стародавньому Римі широко використовували мінеральні джерела Альбули, Гімери, Егести.
Великих успіхів стародавні римляни досягли у підземному будівництві (тунелі, канали, водопроводи, протяжні штольні). Будівництво водопроводів та використання кольорових металів (зокрема свинцю) для виробництва труб набуло широкого розвитку. Вражаючою пам'яткою гірничого будівництва є підземна штольня, пройдена від Фуцинського озера до річки Лірі по масиву Абруцьких гір. Постійне затоплення поселень по берегах Фуцинського озера змусило римлян на початку нашої ери здійснити унікальний проект будівництва штольні для відведення води під час повені. За описами Сектоніуса цією працею було зайнято одночасно 30 тис. рабів протягом 11 років. Число одночасно діючих прохідницьких вибоїв сягало двох сотень, для чого по напрямку штольні було споруджено 40 вертикальних шахт глибиною 80-120 м, та більше 50 похилих стовбурів.
Відомі також давні штольні у Неаполі, між Тіволі і Герікомо, великий водопровід Нерва, споруджений у 100 році для подачі в Рим щорічно 910 тис. м³ води (частина його підземна, частина — на акведуках).

## Середньовіччя
У середньовіччя продовжували розробку багатьох родовищ, відомих з часів Стародавнього Риму. Видобували кіновар (Тоскана), залізо (острів Ельба, Північна Ломбардія), срібло (Центральна Італія, Сардинія), Мідь (Калабрія), розсипне золото (альпійські долини), азбест тощо. 

## XIV-XVI ст.
В епоху Відродження (XIV — XVI ст.) зріс видобуток будівельного й декоративного каменю, особливо мармуру, який по багатьом властивостям був найкращий у світі. Білий мармур видобували в Каррарі, рожевий — біля Верони та Венеції, зеленуватий — біля Сієни, чорний та плямистий — на березі затоки Ла-Спеція, жовтий — в Тоскані.
З XIV ст. розробляли поклади галуну біля Сієни, Вольтерри, на острові Іскья; в 1461 р. відкрите велике родовище галуну в Папській області. На початку XVII ст. видобували залізні та мідні руди біля Бреші та в області Фріулі, а біля Бергамо і в П'ємонті — залізні. Останні розробки збереглися до 1970-х років.

## XVI-XVII ст.
У XVI — XVII ст. на Сицилії та Адріатичному узбережжі видобували кухонну сіль. Біля Модени та П'яченци в невеликих кількостях видобували нафту (для виготовлення лаків, фарб та одержання мастил). В XVII — XVIII ст. залізну руду видобували на шахтах в Ріо (острів Ельба), Стіло (Калабрія), Кадоре (в Альпах), в районі Бергамо. В цей же період інтенсифікується видобуток міді в П'ємонті. В Кадорі крім залізних видобували і срібні руди, а в Калабрії отримували також свинець, мідь, стибій, на півночі (в Альпах) — золото.

## XIX-XX ст.
В першій половині XIX ст. багаті залізорудні родовища розробляли в Тоскані (острів Ельба), а на Сицилії видобували сірку. В кінці XIX ст. Італія займала перше місце у світі за видобутком самородної сірки. У 1870—1880-ті роки важливими для країни були розробки руд нікелю в долинах річок Сезія, Строна, Точе, Ланцо. З 1850-х років розробляють родовища тальку в долинах річок Кізоне і Джерманаско (в Північній Італії). В кінці XIX та на початку XX ст. велике значення мав видобуток піриту, кіноварі, бурого та кам'яного вугілля (останній остаточно припинений в 1976 р.). Промисловий видобуток нафти розпочато з другого десятиріччя XX ст., різке зростання (до 1 млн т на рік) відбулося у 1956 р., що пов'язано з відкриттям великого родовища Джела на Сицилії.

## Сучасність
У сучасній Італії розвідані родовища мангану, цинку, свинцю, стибію, бокситів, є небагато нафти і вугілля, золота. За вартістю мінеральної сировини, що добувається (близько 10 % ВВП) Італія належить до числа країн з відносно слабкорозвинутою гірничодобувною промисловістю. В структурі галузі в 1990-х роках переважала паливно-енергетична — близько 75 %, в подальші роки домінують індустріальні корисні копалини. Італія — великий імпортер мінеральної сировини і палива. Італія забезпечує себе бокситами, свинцем і цинком і виробляє деяку кількість ртуті на експорт. Експортує г.ч. мармур, кам'яну і калійну солі.
Підготовку кадрів геологічного профілю здійснюють в університетах Риму (1303 р.) та Пізи (1343 р.), а гірничих інженерів — в Політехнічному університеті Туріна (1859 р.) та Калабрійському університеті (1972 р.).